# Musée de la Révolution française

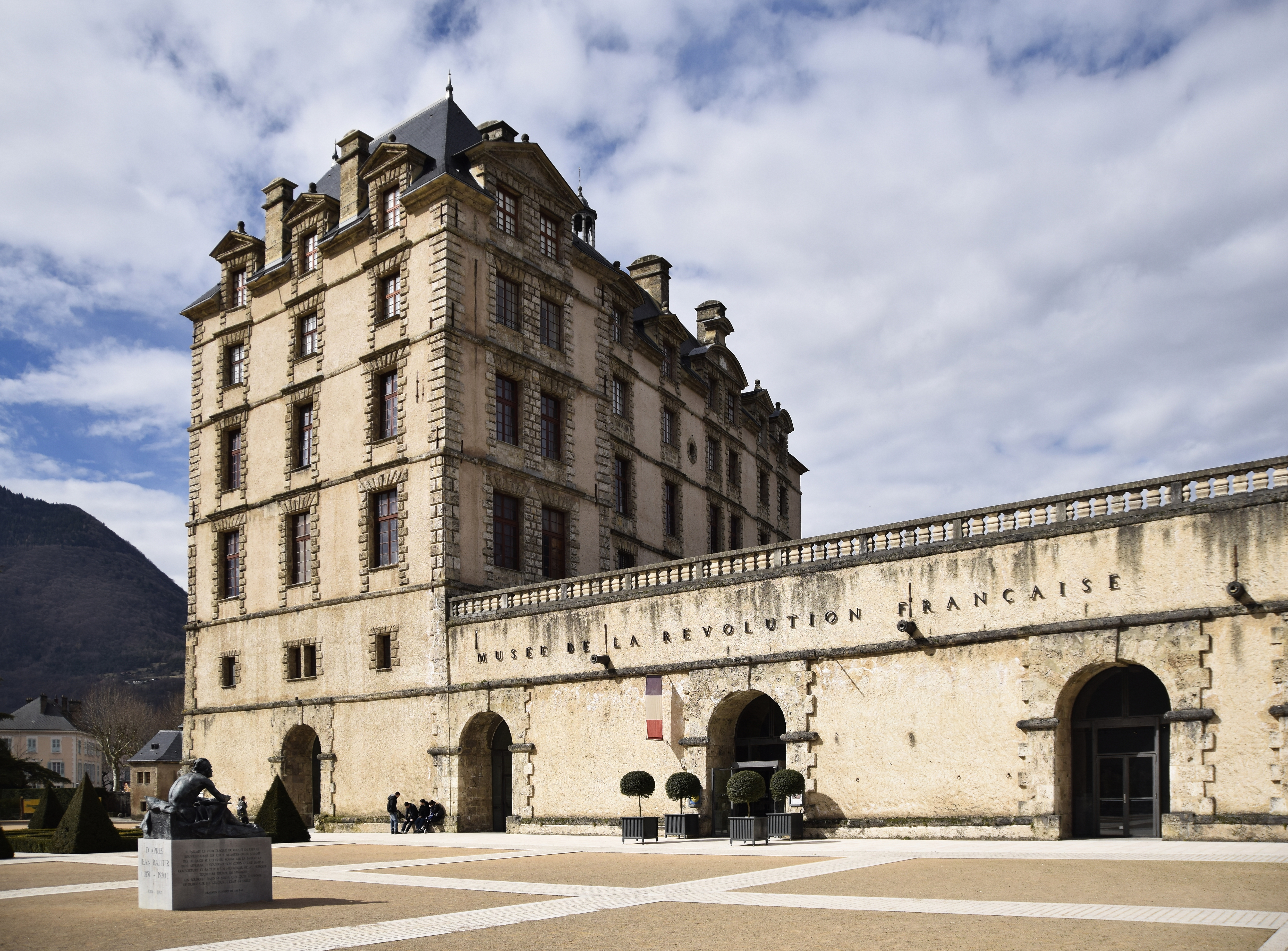
Eingang zum Museum der Französischen Revolution.

Das Musée de la Révolution française (deutsch „Museum der Französischen Revolution“) ist das einzige französische Museum, das die Zeit der Französischen Revolution nachzeichnet. Es wurde am 13. Juli 1984 im Hinblick auf die Gedenkfeiern zum 200. Jahrestag der Revolution eingeweiht und befindet sich im Schloss Vizille in Vizille, wo am 21. Juli 1788 das Treffen der Generalstände der Dauphiné stattfand. Das Gebäude war auch eine Residenz der Präsidenten der Französischen Republik. Das Museum versteht sich als Geschichtsmuseum auf der Grundlage von Kunstwerken.
Die Bibliothek (Dokumentationszentrum) ist nach Albert Soboul benannt, dessen Lehre und Publikationen die Disziplin tiefgreifend geprägt haben und der am 23. Juni 1982, weniger als drei Monate vor seinem Tod, zum Präsidenten des wissenschaftlichen Rates des Museums gewählt wurde.

## Werke (Auswahl)

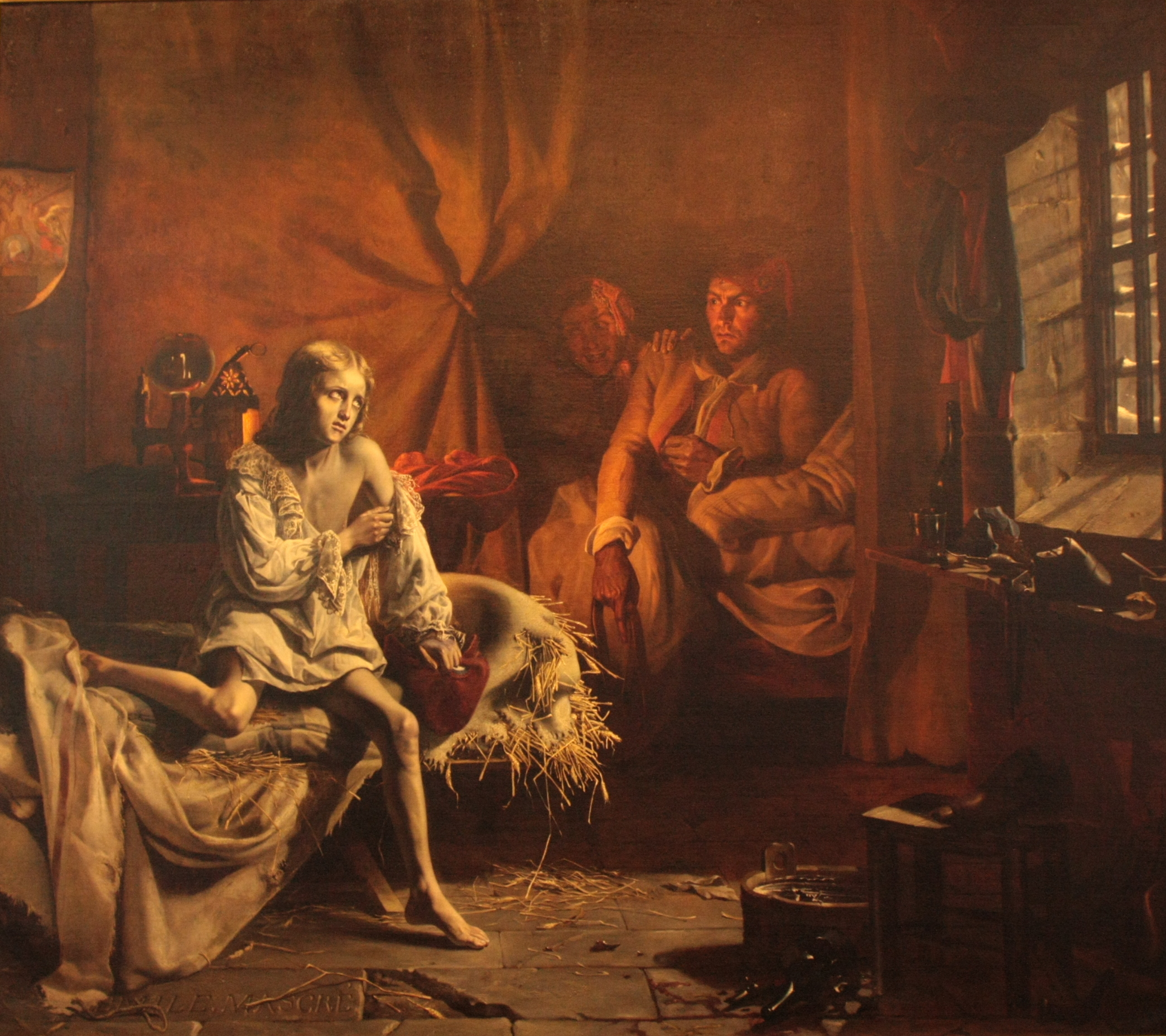
Émile Mascré - Capet lève-toi!

- Jean-Baptiste Wicar – La République française
- Émile Mascré – Capet lève-toi!
- Jean-Emmanuel Van den Bussche – Le Peintre David dessinant Marie-Antoinette conduite au supplice